# Stavsnäs

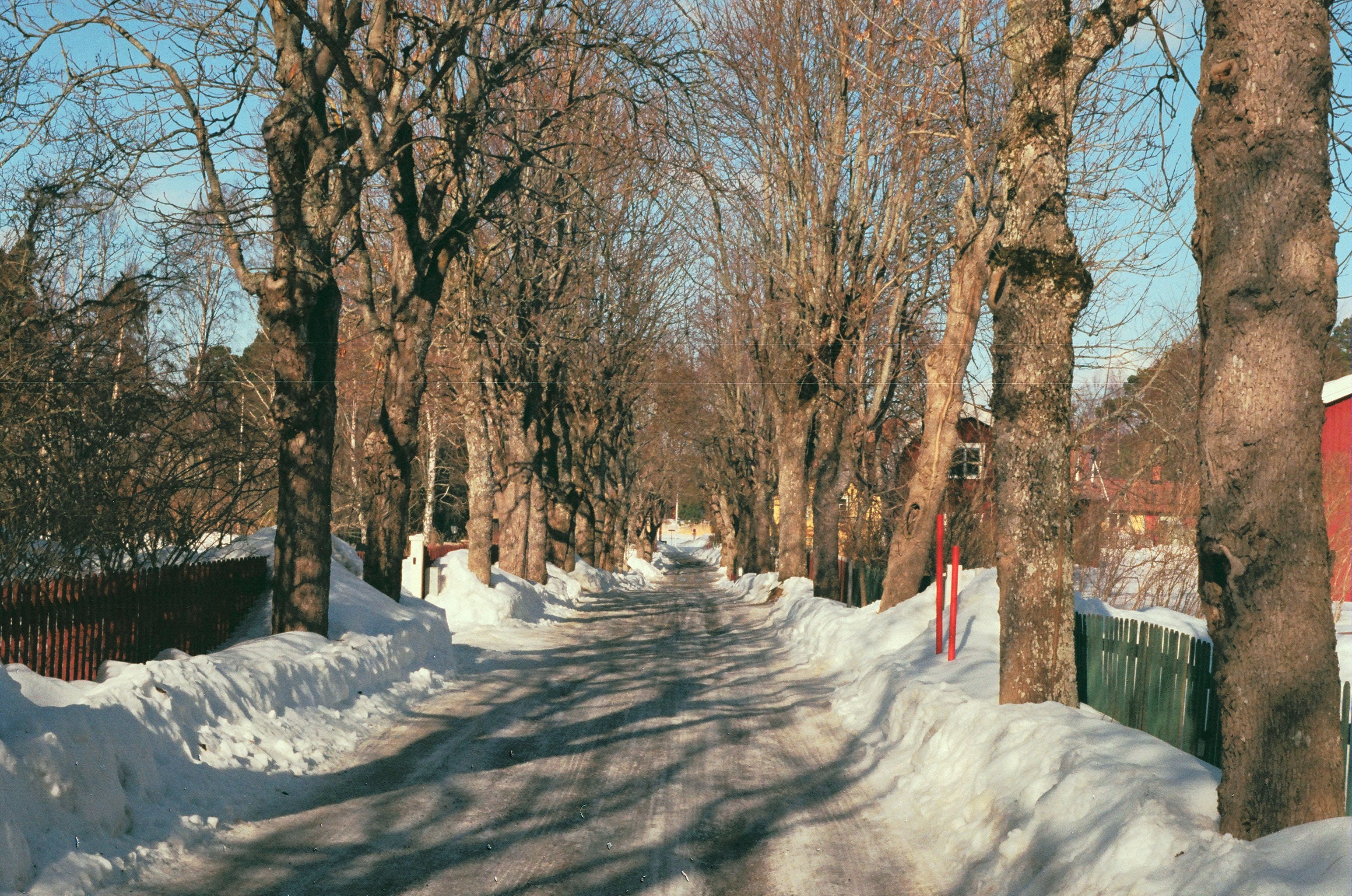
Stavsnäs by, Allévägen.

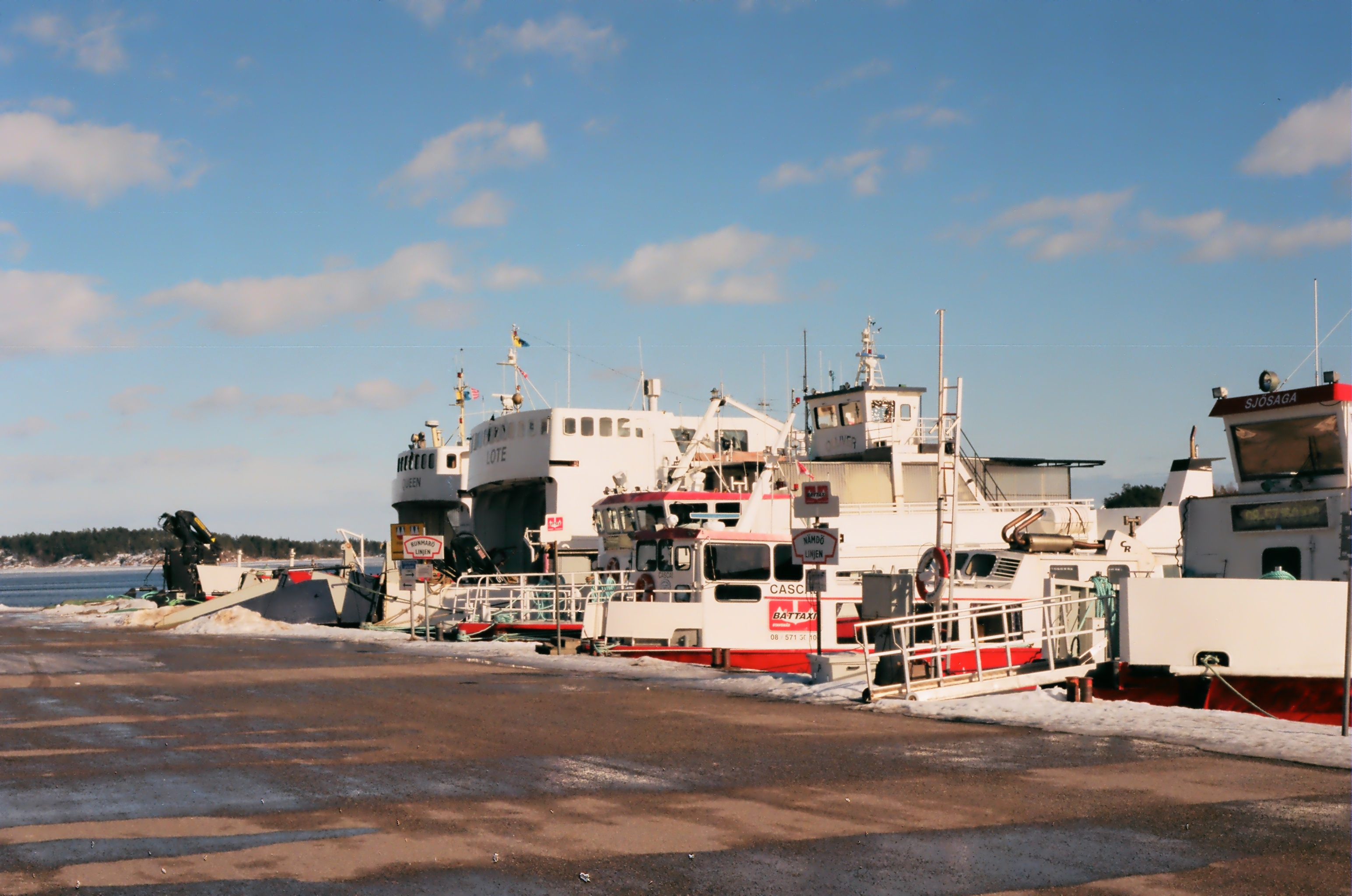
Fartyg i Stavsnäs vinterhamn.

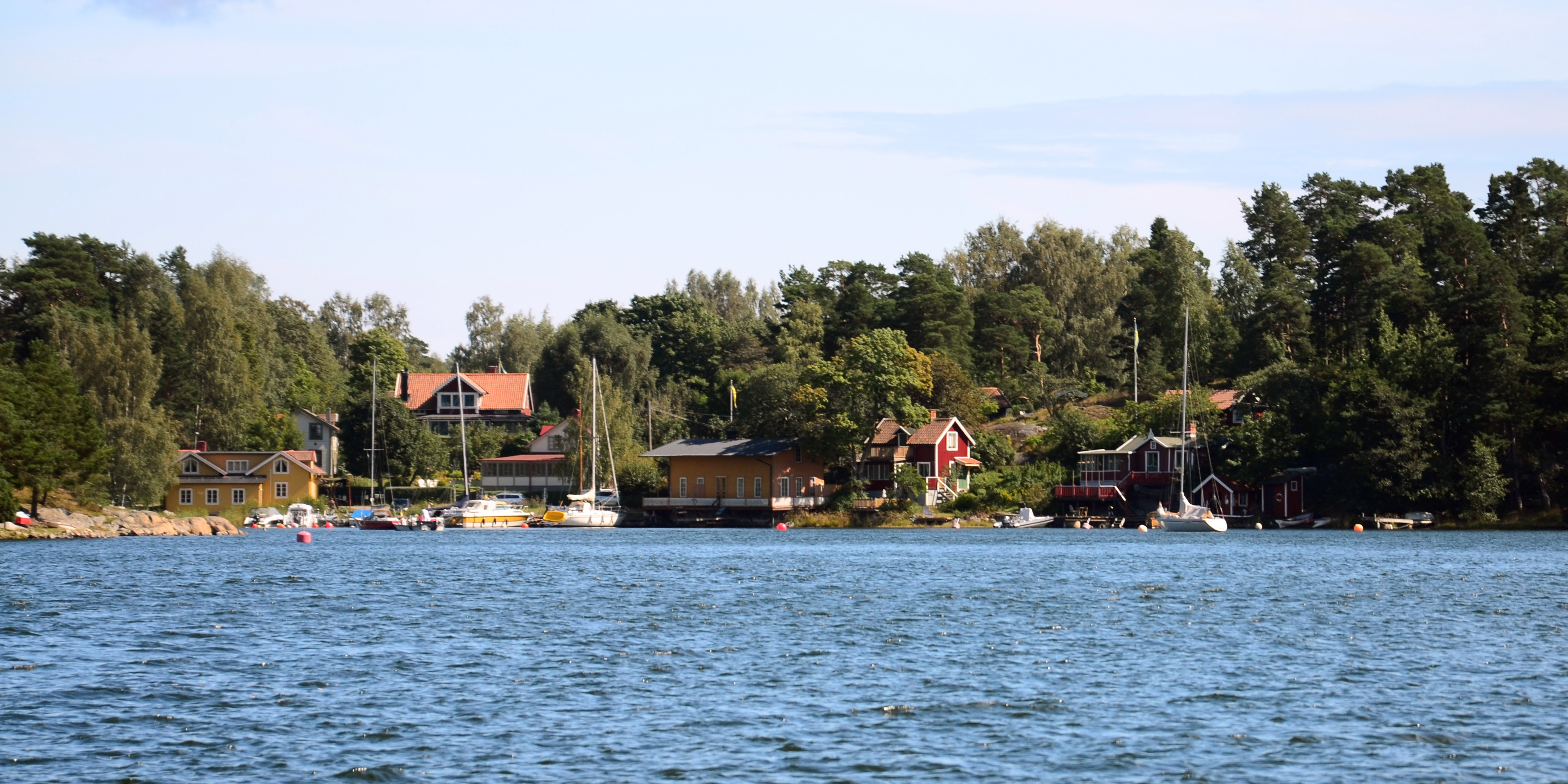
Stavsnäs byvik (sommarhamnen) på norra sidan är en mer skyddad hamn, men den fryser normalt till på vintern vilket vinterhamnen sällan gör.

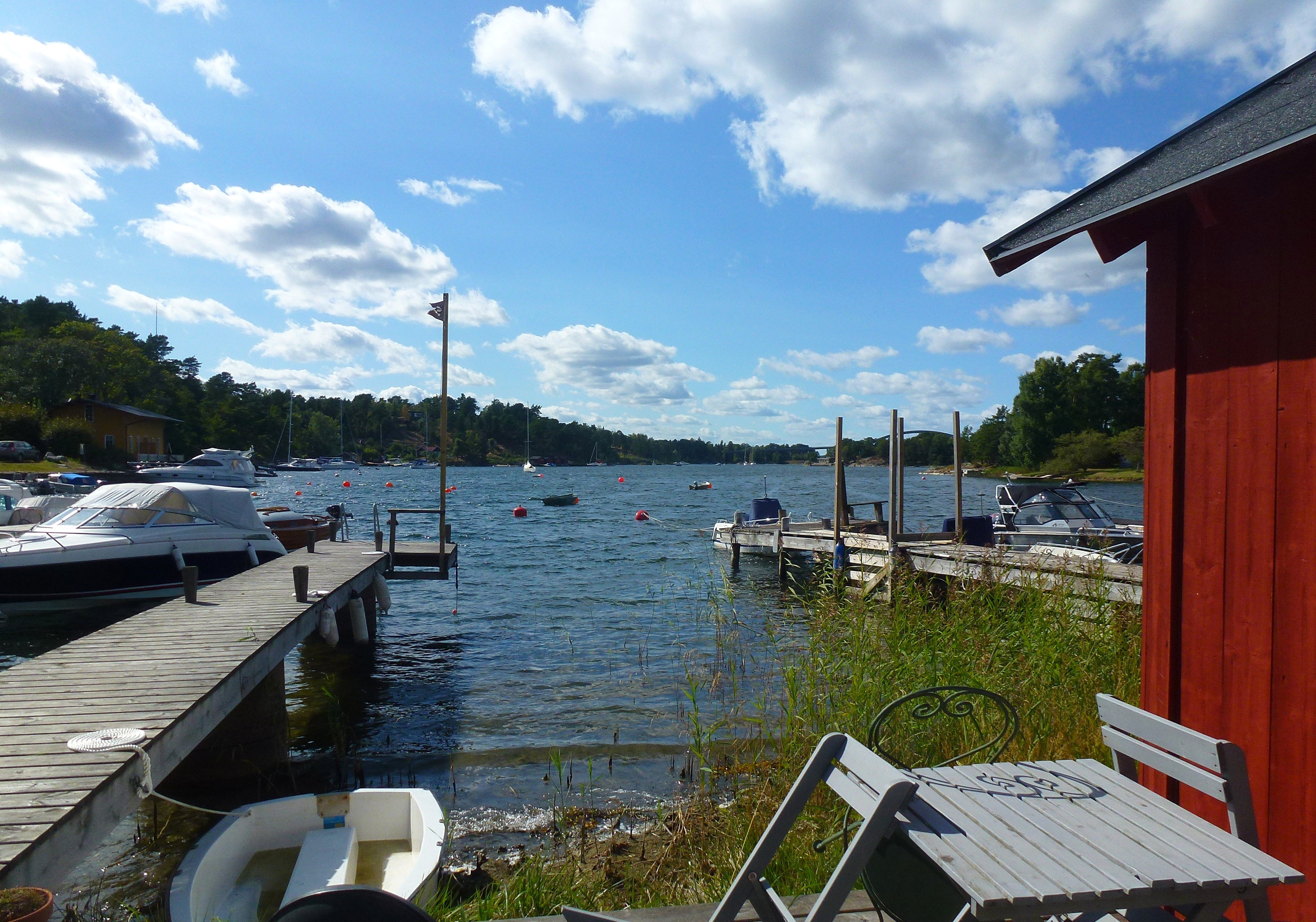
Stavsnäs sommarhamn 2015.

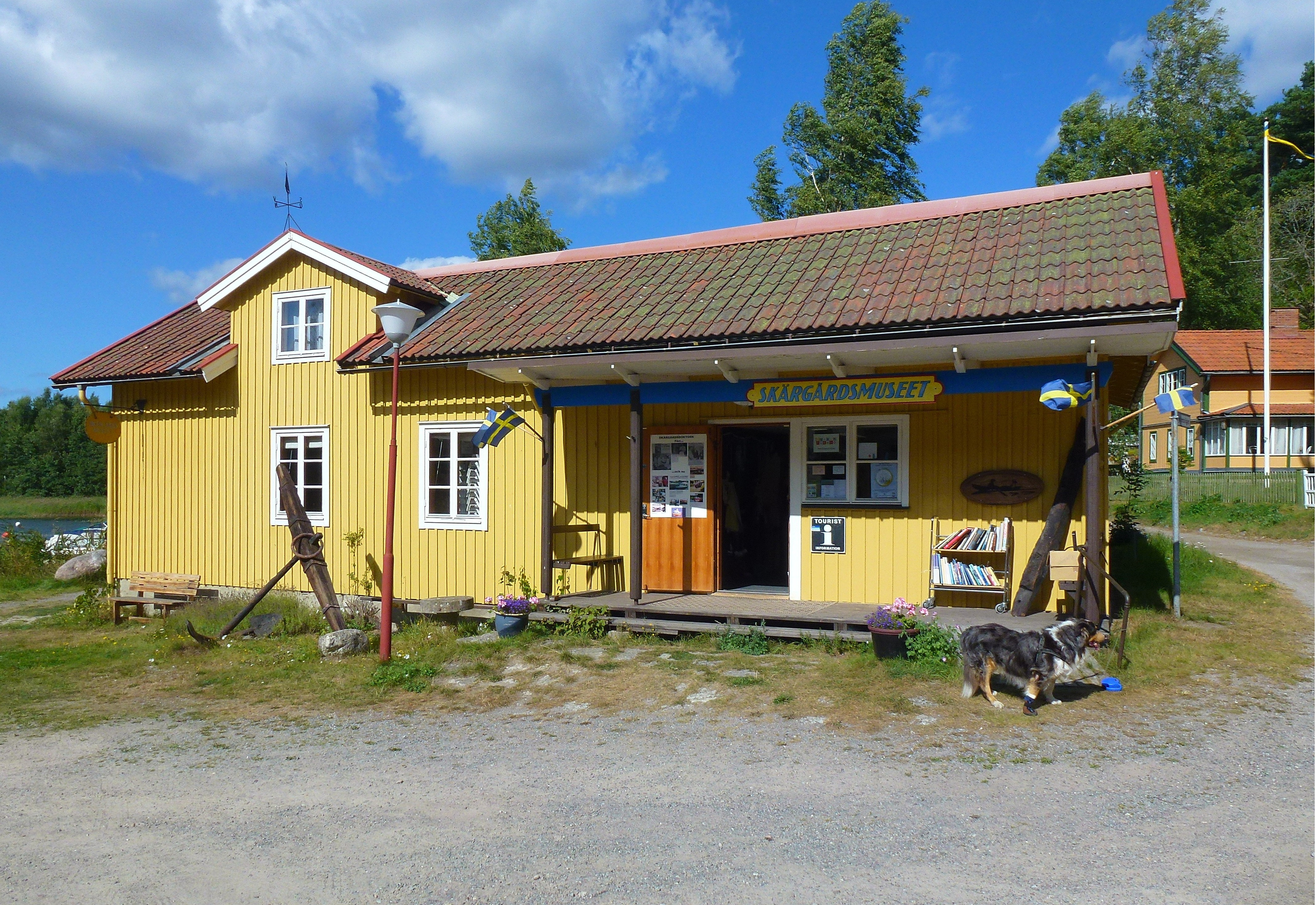
Skärgårdsmuseet i Stavsnäs.

Stavsnäs är en tätort i Djurö socken i Värmdö kommun. Stavsnäs ligger cirka 40 kilometer öster om Stockholm. 
Stavsnäs ligger längst ut på Fågelbrolandets nordöstra udde i Stockholms mellanskärgård.

## Historia
Stavsnäs by omnämndes första gången i skrift 1410, och var vid den tiden sannolikt inte mer än ett par närliggande gårdar som dragit nytta av den goda jordmånen och den skyddade hamnen i Byviken. De få invånarna levde av fiske och jordbruk, och några arbetade även som lotsar. I början av 1600-talet finns byn med på lantmätaren Sven Månssons kartor över området, och hade då expanderat längs den nuvarande Allévägen. På 1844 års laga skifteskarta hade åkerskiften skapats österut bort mot Östersjöviken, på det så kallade Bottkroksgärdet. På åkrarna odlades framför allt potatis, spannmål kunde man byta sig till tack vare den rikliga tillgången på fisk.
Stavsnäs bys historiska utveckling präglas inte minst av närheten till två av stormaktstidens viktigaste seglingsleder in till Stockholm, vilka båda passerade sundet mellan Stavsnäs och Djurö (dåvarande Skepparön) där det fanns en tullbom. I det närbelägna Djurhamn fanns sedan slutet av 1400-talet också en livlig örlogshamn. Ibland var detta geografiska läge negativt. Den danska flottan angrep 1612 Stavsnäs och andra kringliggande byar under Kalmarkriget, och den ryska flottan brände 1719 ned byn under Rysshärjningarna. Men i fredligare tider medförde handelssjöfarten i regel goda inkomster.
1865 fick Stavsnäs ångbåtsförbindelser när Ångbåtsbolaget Strömma Kanal startade reguljär trafik från Stockholm via Baggensstäket, Kolström och Strömma Kanal, vissa dagar i veckan med Sandhamn som slutdestination. I och med detta började folk från Stockholm uppföra sommarvillor, som med sina glasverandor och utsirade snickerier blev ett annorlunda inslag bland den äldre allmogebebyggelsen. 1877 tillkom en lanthandel och några år senare varmbadhuset, bägge belägna vid Byviken. Den ökande strömmen av sommargäster innebar också att två pensionat och ett hembageri startades. Varmbadhuset och pensionaten är i dag nedlagda och ombyggda till privatbostäder, medan hembageriet drivs vidare som konditori och restaurang. I den forna lanthandeln huserar sedan 1973 Skärgårdsmuseet.
I början av 1930-talet stod landsvägen ut till Stavsnäs klar och därmed fick byn också bussförbindelser. På några få år konkurrerade bussarna ut ångbåtstrafiken, som lades ned. Båttrafiken ut till öarna blev kvar och flyttades till den nyanlagda Vinterhamnen. Vinterhamnen ligger i ett blåsigt och utsatt läge vid Nämdöfjärden, vilket har den fördelen att det är lätt att gå in med större fartyg samt att isen sällan lägger sig vintertid. Allt fler sommarhus byggdes under efterkrigstiden i och kring Stavsnäs, samtidigt som traditionella näringar som jordbruk och fiske i princip upphörde. 1967 uppfördes ett köpcentrum invid landsvägen på Stavsnäs gärde, och ett större område med modern bebyggelse för permanentboende utvidgade sig successivt söderut mot Höl. I Stavsnäs by har ett fåtal modernare hus byggts i och med tomtavstyckningar.

## Befolkningsutveckling

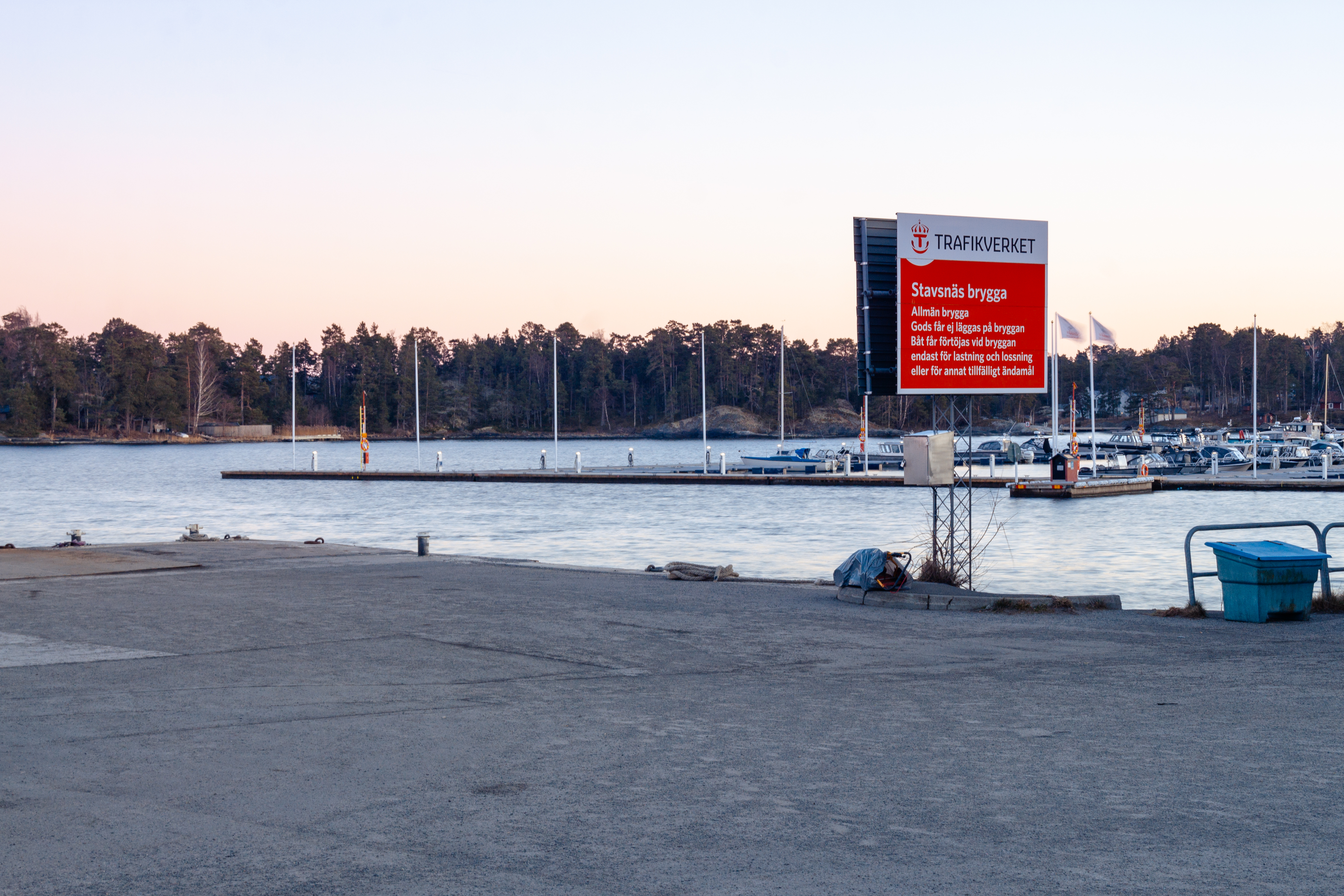
Stavsnäs brygga.

| Befolkningsutvecklingen i Stavsnäs 1970–2020                                                                                  | Befolkningsutvecklingen i Stavsnäs 1970–2020 | Befolkningsutvecklingen i Stavsnäs 1970–2020 | Befolkningsutvecklingen i Stavsnäs 1970–2020 | Befolkningsutvecklingen i Stavsnäs 1970–2020 |
| --- | -------------------------------------------- | -------------------------------------------- | -------------------------------------------- | -------------------------------------------- |
| |                                              |                                              |                                              |                                              |
| År |                                              |                                              | Folkmängd                                    | Areal (ha)                                   |
| 1970 | 1970                                         |                                              | 451                                          |                                              |
| 1975 | 1975                                         |                                              | 538                                          |                                              |
| 1980 | 1980                                         |                                              | 590                                          |                                              |
| 1990 | 1990                                         |                                              | 618                                          | 49                                           |
| 1995 | 1995                                         |                                              | 626                                          | 50                                           |
| 2000 | 2000                                         |                                              | 726                                          | 51                                           |
| 2005 | 2005                                         |                                              | 727                                          | 55                                           |
| 2010 | 2010                                         |                                              | 810                                          | 57                                           |
| 2015 | 2015                                         |                                              | 1 784                                        | 981                                          |
| 2020 | 2020                                         |                                              | 1 871                                        | 971                                          |
| Anm.: Ny tätort 1970. I tätortens område utvidgade 2015 med områdena som utgjort småorterna Höl, Hölö, Barnvik och Hässelmara |                                              |                                              |                                              |                                              |

## Samhället
Stavsnäs består av tre olika delar med sinsemellan olika karaktär: Stavsnäs by, Stavsnäs vinterhamn och Stavsnäs gärde. Stavsnäs by är den äldsta delen av orten, med anor från medeltiden. Byn består av blandat permanentboende och fritidsbebyggelse som uppfördes kring sekelskiftet 1900, utefter smala slingrande grusvägar. I byn ligger den så kallade sommarhamnen (Byviken) och badstranden Östersjöviken. Söder om länsväg 222 ligger en nyare del, Stavsnäs gärde, med köpcentrum, villor, kedjehus och hyreshus för permanentboende, uppförda från 1960-talet och framåt. Stavsnäs vinterhamn, slutligen, är en året-runt-hamn anlagd på 1930-talet, som tjänar som knutpunkt för kommunikationer och lokal handelssjöfart för mellanskärgården. I hamnområdet finns omfattande parkeringsanläggningar, sjömack, marinverkstad, restaurang, godsterminal, en större gästhamn för fritidsbåtar mm.
Stavsnäs by har länge ansetts som en skyddsvärd skärgårdsmiljö och liggande detaljplan innebär en långtgående reglering av befintlig bebyggelse samt att byn i stort sett betraktas som färdigbyggd. Även för området kring vinterhamnen har en detaljplanereglering genomförts, i syfte att möjliggöra en expansion med gästhamn, vandrarhem m.m. I Värmdö kommuns långtidsplanering utpekas Stavsnäs som ett av kommunens framtida tätortscentra.

## Kommunikationer
Till Stavsnäs tar man sig genom att köra länsväg 222 från Nacka eller med SL-buss nummer 433 eller 434 från Slussen i centrala Stockholm. Det finns sedan 1937 ingen reguljär båtförbindelse mellan Stockholm och Stavsnäs. Med utgångspunkt i Stavsnäs Vinterhamn bedriver flera rederier passagerartrafik till bland annat Sandhamn, Nämdö och Runmarö.

## Sevärdheter
I Stavsnäs finns Skärgårdsmuseet, kiosk, båtmack, restauranger, konditori, skärgårdsbutik, hembygdsgård, köpcentrum samt två hållplatser för SL-bussar till Slussen i Stockholm. I Fyrhuset samt Byskolan bedrivs kulturverksamhet för alla åldrar. Söder om vinterhamnen, på Hölö, ligger Evert Taubes klassiska sommarställe Sjösala, varav delar fortfarande är i familjen Taubes ägo. Taubes villa vid Orrbergets fot brändes 1969 ned av en förvirrad person, Mona Wallén-Hjerpe, men hans lilla ursprungliga "skjul" vid vattnet finns kvar och är restaurerat.
I Stavsnäs by finns flera sevärda byggnader. Den Lundqvistska gården är en av Värmdös bäst bevarade parstugor från 1700-talet. Bland de sommarvillor i så kallad schweizerstil som tillkom under 1800-talets senare del kan nämnas Lundbergska villan, Ahlinska villan och Varmbadhuset. Det tidiga 1900-talets nationalromantiska stil kan nämnas med Susegårda, ritat av Ferdinand Boberg, och Ellensvik, ritat och inrett åt mecenaten Hans von Heland av nationalmålarna Carl Larsson, Bruno Liljefors och Anders Zorn.